# 吴佑寿
吴佑寿（1925年7月14日—2015年1月14日），男，广东潮州人，中国数字通信专家，中国工程院院士。

## 生平
吳佑壽早年就讀曼谷中華中學、香港嶺英中學（1939年起）、嶺南大學附屬中學（非現時於1946年成立的香港嶺南中學、1941年12月之前）以及梅州中學（1941年至1943年），1944年考入西南聯合大學。
1995年，他当选中国工程院信息与电子工程学部院士。